# Karolina Bjällerstedt Mickos
Karolina Bjällerstedt Mickos född 1968, är en svensk fantasyförfattare, journalist och informatör, hon bor i Järfälla och har skrivit fem böcker. De tre första ingår i en serie, Till Esperani. Den fjärde boken Hemlighetsfågeln, är en barnbok illustrerad av Myra Hild. 
Den femte boken heter Dödens Kommun och är en deckare som utspelar sig i en Stockholmsförort. 
De tre första tre böckerna, Till Esperani, har också nyutgivits på Fafner förlag samt publicerats som e-böcker och ljudböcker.